# Alglucerase
Alglucerase là một loại thuốc sinh học để điều trị bệnh Gaucher. Nó là một dạng biến đổi của enzyme - glucocerebrosidase của con người, trong đó các đầu không khử của chuỗi oligosacarit đã bị chấm dứt với dư lượng mannose.
Ceredase là tên thương mại của dung dịch đệm alglucerase được citrate sản xuất bởi Genzyme Corporation từ mô nhau thai người. Nó được tiêm tĩnh mạch trong điều trị bệnh Loại 1 Gaucher. Đây là loại thuốc đầu tiên được phê duyệt như một liệu pháp thay thế enzyme.
Nó đã được FDA chấp thuận vào năm 1991. Nó đã bị rút khỏi thị trường  do sự chấp thuận của các loại thuốc tương tự được làm bằng công nghệ DNA tái tổ hợp thay vì được thu hoạch từ mô; thuốc được tái tổ hợp, vì không có lo ngại về các bệnh lây truyền từ mô được sử dụng trong thu hoạch và ít tốn kém hơn khi sản xuất  (xem imiglucerase).